# Hadschi Firuz Tepe
Koordinaten: 36° 59′ 40″ N, 45° 28′ 28″ O
Hadschi Firuz Tepe ist eine archäologische Fundstätte in der iranischen Provinz West-Aserbaidschan im Westen des Landes. An der Stelle wurden zwischen 1958 und 1968 Grabungen durch Archäologen des University of Pennsylvania Museum of Archaeology and Anthropology durchgeführt. Zu Tage kam ein Dorf aus der Jungsteinzeit, das in der zweiten Hälfte des 6. Jahrtausends v. Chr. bewohnt war und einige der ältesten Anzeichen für die Weinproduktion zeigt.

## Lage und Umgebung
Hadschi Firuz Tepe liegt im Flusstal des Qadar südlich des Urmiasees in der Sulduzebene. In der Nähe liegt das moderne Dorf Hadschi Firuz (vgl. Hadschi Firuz). Es ist ein 140 mal 200 Meter großer ovaler Siedlungshügel (Tell) und ragt 10,3 Meter über die Ebene. Es finden sich auch noch Fundstücke unterhalb der Ebene. Die Ebene ist Teil des nordwestlichen Zāgros-Gebirges und liegt 1300–1350 m über dem Meeresspiegel. Der Gadar fließt hier in östlicher Richtung und mündet in den Urmiasee. Die Ebene ist ein wichtiger Verkehrsknotenpunkt, von wo aus Routen in alle Richtungen führen. So kann man hier über den Kel-i-Schin-Pass durch das Zāgros-Gebirge nach Rawanduz und von dort weiter in die mesopotamische Ebene gelangen. In der Umgebung Hadschi Firuz Tepes wuchs und wächst immer noch die wilde Form der Weinrebe (Vitis vinifera subsp. sylvestris).

## Forschungsgeschichte
Hadschi Firuz Tepe wurde zum ersten Mal 1936 von Sir Aurel Stein bemerkt, der einige Tonscherbenfunde an der Oberfläche machte. Zwischen 1958 und 1968 wurden vier Grabungskampagnen im Rahmen der Hasanlu-Grabungen durchgeführt. Hasanlu, das nur zwei Kilometer entfernt liegt, ist eine andere wichtige Fundstätte und beherbergt eine antike Stadt. Im Rahmen der dortigen Grabungen wurde auch das Umfeld untersucht. Leiter der Grabungen waren Charles Burney (1958, 1961), T. Cuyler Young Jr. (1961), die zeitgleich zudem Dalmā Tepe erforschten sowie Robert H. Dyson und Mary M. Voigt (1968). Je Grabungskampagne wurde ein quadratischer Schacht in den Hügel getrieben.

## Besiedlung

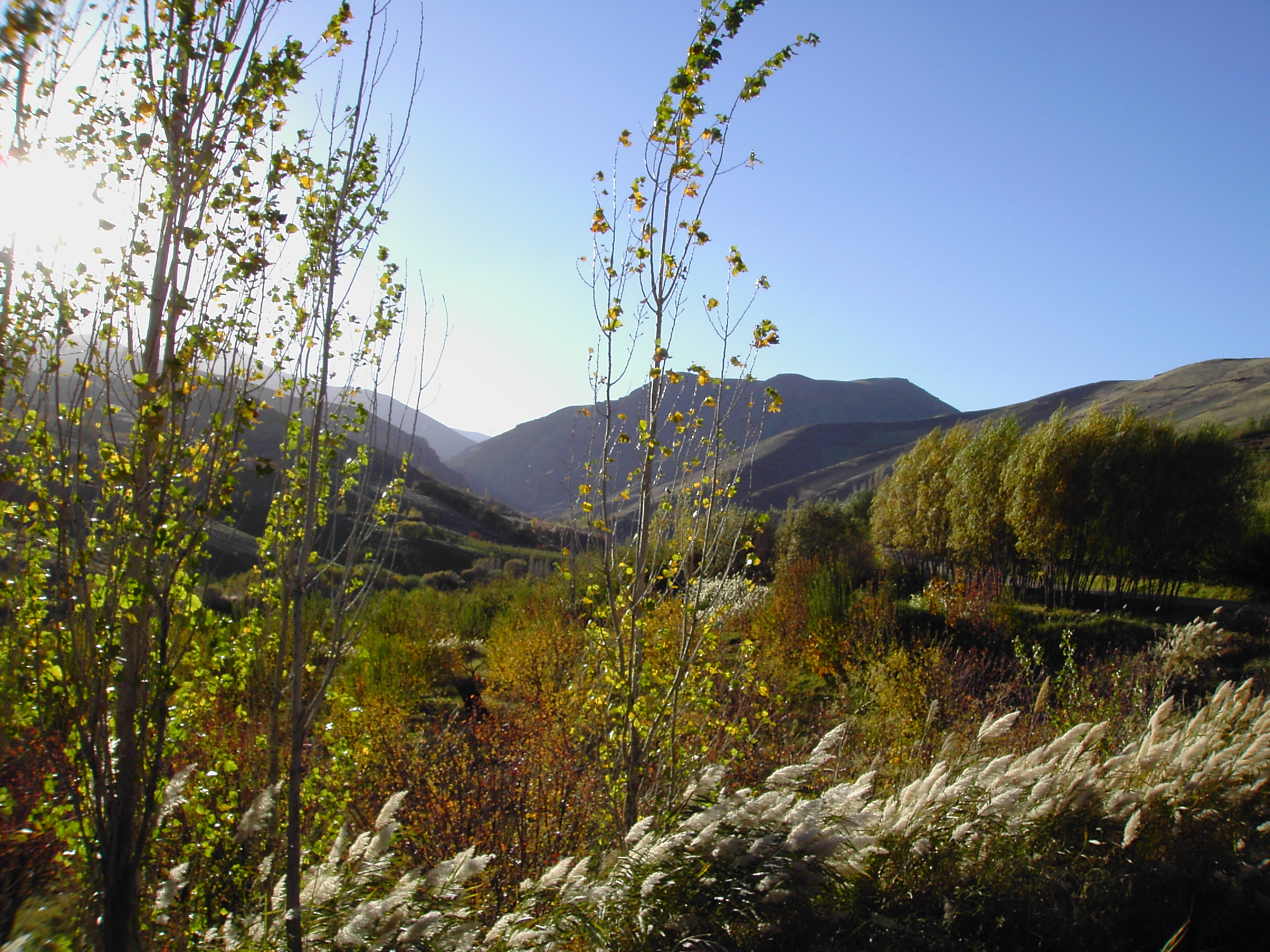
Blick auf das Zāgros-Gebirge

Obwohl sich die Ausgrabungen auf die jungsteinzeitliche Phase konzentrierten, wurden auch Spuren späterer Besiedlung gefunden. In verschiedenen Schichten wurden Funde aus der Kupfersteinzeit, der Späten Bronzezeit, der Eisenzeit und aus dem 11. Jahrhundert n. Chr. gemacht. Trotzdem war die jungsteinzeitliche Periode die wichtigste Phase von Hadschi Firuz Tepe. Sie lässt sich in zwölf Abschnitte unterteilen, wobei A für die älteste und L für die jüngste Phase steht.

## Weinanbau
Die Anzeichen für eine Weinproduktion in Hadschi Firuz Tepe sind sechs eingegrabene Krüge mit einem Volumen von neun Litern. Diese wurden in einem Lehmhaus, das zwischen 5400 und 5000 v. Chr. bewohnt war, gefunden. Innerhalb der Krüge entdeckte man gelbliche Rückstände, die Spuren von Weinsäure und Calciumtartrat enthielten. Außerdem wurde auch das Harz der Terpentin-Pistazie gefunden, das, ähnlich wie im griechischen Retsinawein, als Konservierungsmittel gedient haben könnte.

### Folgen der Entdeckung
Wenn die Krüge auch noch kein definitiver Beweis sind, so machen sie die Weinherstellung doch sehr wahrscheinlich. Weinsäure kommt zwar natürlicherweise auch in nicht vergärten Trauben vor, doch ihr hoher Anteil im Wein kristallisiert sich aus und lagert sich in Weinbehältern ab. Trauben haben auch einen Hang, durch natürliche Fermentation zu Alkohol zu vergären. Dies geschieht schon in geschlossenen Behältern bei Raumtemperatur. Daher könnten die eingegrabenen Krüge auch nur bloße Traubenbehälter gewesen sein, die eine natürliche Gärung ermöglichten.
Die Anwesenheit des Terpentinharzes spricht allerdings dafür, dass die Gärung beabsichtigt war. Harz wurde schon sehr lange zum Versiegeln und Konservieren benutzt, bevor die Griechen ihren Wein damit versetzten. Außerdem deutet das Volumen aller Krüge (54 Liter) darauf hin, dass hier wohl über den Eigenbedarf hinaus Wein produziert wurde. Archäologen fanden auch in der Nähe der Krüge passende Lehmstopfen – ein weiterer Hinweis, dass hier über einen längeren Zeitraum der Saft gelagert und vor Luft geschützt wurde.

### Andere Funde
Der Zāgros, der die Staaten Armenien, Türkei und Irak vom Iran trennt, ist das Verbreitungsgebiet vieler wilder Arten der Weinrebe. Die getrenntgeschlechtige Pflanze bot den antiken Einwohnern die Möglichkeit an Trauben zu gelangen. Mehrere andere Fundstätten aus der Umgebung des Zāgros zeigen ähnliche Funde wie Hadschi Firuz Tepe. Weiter südlich, in Godin Tepe, das 3500–3000 v. Chr. bewohnt war, fand man eingegrabene Krüge mit einem Fassungsvermögen von 30 oder sogar 60 Litern. Sowohl diese Krüge als auch Becken, die wohl zum Pressen der Trauben dienten, zeigten Spuren von Weinrückständen.